# Tully Blanchard
Tully Arthur Blanchard (San Antonio (Texas), 22 januari 1954) is een Amerikaans voormalig professioneel worstelaar. Hij was vooral bekend in de jaren 80 als lid van het tag team The Brain Busters (met Arn Anderson) in 1988 en 1989, en eerder bij de groep The Four Horsemen van 1986 tot 1988. 
Blanchard werkte voor verscheidene grote worstelorganisaties in de Verenigde Staten zoals National Wrestling Alliance, American Wrestling Association, World Championship Wrestling en World Wrestling Federation (nu bekend als WWE). Op 31 maart 2012 werd Blanchard als lid van de Four Horsemen opgenomen in de WWE Hall of Fame.

## In het worstelen
- Finishers
  - Piledriver
  - Slingshot suplex

- Signature moves
  - Delayed knee drop
  - Diving sunset flip
  - Figure-four leglock

- Managers
  - Baby Doll
  - Dark Journey
  - J.J. Dillon
  - Bobby Heenan
  - Paul Jones

## Prestaties
- Central States Wrestling
  - NWA Central States Heavyweight Championship (1 keer)

- Mid-Atlantic Championship Wrestling / Jim Crockett Promotions
  - NWA National Heavyweight Championship (1 keer)
  - NWA Television Championship (1 keer)
  - NWA United States Heavyweight Championship (1 keer)
  - NWA World Tag Team Championship (2 keer: met Arn Anderson)
  - NWA World Television Championship (2 keer)

- National Wrestling Alliance
  - NWA Hall of Fame (Class of 2009)

- NWA All-Star Wrestling (North Carolina)
  - NWA World Tag Team Championship (1 keer: met Barry Windham)

- Pro Wrestling Illustrated
  - PWI Feud of the Year (1987) Four Horsemen vs. Super Powers & Road Warriors
  - PWI Tag Team of the Year (1989) met Arn Anderson

- Southwest Championship Wrestling
  - SCW Southwest Heavyweight Championship (6 keer)
  - SCW Southwest Tag Team Championship (5 keer: met Gino Hernandez)
  - SCW Southwest Television Championship (3 keer)
  - SCW World Tag Team Championship (2 keer)

- World Wrestling Federation/Entertainment
  - WWF World Tag Team Championship (1 keer: met Arn Anderson)
  - WWE Hall of Fame (Class of 2012) als lid van Four Horsemen

- Wrestling Observer Newsletter awards
  - Worst Feud of the Year (1988) vs. The Midnight Rider